# Frosinone
Frosinone és una ciutat d'Itàlia, capital de la província de Frosinone, a la regió del Laci, a la Vall Llatina. Les seves fraccions són: Colle Cottorino, Mad. della Neve, Cavoni, Stazione i Maniano. Hi van néixer els papes Hormisdes i Silveri.

## Història
És l'antiga Frusino del període romà. Estava situada a la via Llatina, a uns 10 km de Ferentínum i entre aquesta ciutat i Fregellae. Fou inclosa administrativament al Latium. Es creu que fou originalment una ciutat dels volscs i que va mantenir intenses relacions amb els seus veïns hèrnics, però apareix a la història com una de les ciutats que s'havien unit als hèrnics en la revolta contra Roma i quan fou sotmesa fou castigada amb la pèrdua d'un terç del seu territori. Hi va passar Hanníbal en la seva marxa sobre Roma el 211 aC. Ciceró va posseir una granja al seu territori. El Liber Coloniarum diu que va rebre una colònia de veterans però no esmenta la data (al segle i aC) però va mantenir el seu rang municipal i és esmentada per Estrabó, Plini el Vell i Ptolemeu com a ciutat del Latium. La seva prosperitat va venir de la seva situació a la via Llatina i Juvenal l'esmenta com una ciutat respectable. Apareix també als Itineraris.
A l'edat mitjana va ser seu episcopal i encara existeix sota el nom de Frosinone. Es conserven poques restes romanes: l'amfiteatre i poc més.
Depenent estretament de Roma, fins al segle xi no es va establir un condomini entre el Papa i els milites, condomini confirmat per Innocenci III el 1207, per tres generacions, però aviat el control de la ciutat va passar a Adinolf Nicola Mattia per tota la segona meitat del segle xiii; fou responsable de violències i de devastar el castell i espoliar als habitants de la ciutat, que van demanar ajut al Papa que va reassumir el poder. Fou seu de la província de la Campanya romana i la Marina romana, i de la província del Laci meridional però els rectors províncials van residir també a Ferentino, Anagni i Priverno. Va formar aliança estreta amb la ciutat d'Alatri participant en les seves reunions politiques. Hi va néixer en aquest temps l'humanista Giovanni Antonio Sulpicio. Prop del 1400 li fou incorporada l'abadia de Selva Molle. Al segle xv el castell fou transformat en casal i venut als Trisulto que el van convertir en una explotació agrícola. El palau pontifici es va engrandir. Va néixer l'humanista Francesco Franchini.
El 1526 la guarnició pontifícia va rebutjar als espanyols que l'assetjaven però el 1527 fou saquejada pels francesos i florentins que a més van portar la pesta. També es va construir la Rocca o fortalesa de la que la porta principal fou dissenyada per Michelangelo. A mitjan segle xvi fou ocupada pels espanyols quan marxaven contra Pau IV (1555-1559) i moltes esglésies foren incendiades. A final de segle la ciutat va esdevenir seu permanent del governador provincial pontifici que va assolir noves competències entre elles la de policia per lluitar contra els bandits.
La ciutat va passar de 2000 habitants el 1650 a 4500 el 1750 i als 6000 el 1800. El segle xvii fou de fort creixement. Ocupada pels franceses i proclamada la República Romana la ciutat es va revoltar i fou saquejada per les tropes poloneses de l'exèrcit francès. Alguns líders republicans eren de la ciutat com el cònsol Giuseppe De Matthaeis i sobretot Luigi Angeloni. Retornat el govern pontifici fou seu del delegat apostòlic (el prelat en cap de la província) amb una petita cort, i del tribunal superior provincial, de la presó i de a policia. Els bandits s'havien escampat arreu.
En aquest segle destaquen els poetes germans Giambattista Maccari i Giuseppe Maccari. També van néixer a la ciutat Luigi Angeloni i Nicola Ricciotti. El 1848 la ciutat es va adherir a la segona república romana. Després va sortir de la ciutat el batalló de la campanya per participar en la guerra de la independència dirigit pel ciutadà Guglielmi, però la població romania lleial al Papa i ho va demostrar en diverses rebudes. Tot i així el 17 de setembre de 1870 es va formalitzar l'annexió a Itàlia.
El 1910 es va inaugurar el monument a Nicola Ricciotti i als màrtirs lliurepensadors del ressorgiment El 1918 tenia 12000 habitants La província es va constituir als anys vint, sota el govern feixista, amb lo que fins llavors era una sotsprefectura, i va incloure part de les antigues províncies de Roma i Caserta
Durant la segona guerra mundial fou bombardejada 56 vegades i va quedar molt malmesa. El 1980 esdevingué seu episcopal reunint a les antigues de Veroli-Frosinone i Ferentino